# آريفوت (آراغاتسوتن)
مدينة آريفوت (بالإنجليزية: Arevut)‏ هي إحدى المدن التابعة لمقاطعة آراغاتسوتن في أرمينيا. يقدر عدد سكانها بـ 98 نسمة حسب الإحصاء الذي جرى عام 2011.